# 8-as trolibusz (Szeged)
A szegedi 8-as jelzésű trolibusz Makkosház és a Klinikák között közlekedik. A járatokat a Szegedi Közlekedési Társaság üzemelteti.

## Története

### A Vidra utcáig
6-os járat, Vértói út – Szent István tér
A 6-os járat 1982. november 5-én indult be a Vértói út és a Szent István tér között. A vonal 2,6 km hosszú volt. A 6-os 1996. január 2-án megszűnt.
8-as járat, Makkosház – Szent István tér
1983. október 11-én Makkosház és a Szent István tér közötti 2,8 km-es vonalon indult meg a 8-as trolibusz vonalon a forgalom.
8-as járat, Körtöltés utca – Szent István tér
1998. december 13-án Rókuson egy bevásárlóközpont megnyitásával egyidőben a vonal makkosházi végállomását áthelyezték a Körtöltés utcához, a trolik a Csáky utcai trolitelepen fordultak meg. Ezt követően a Körtöltés utca és a Szent István tér közötti 3,8 km-es szakaszon járt egészen 2006-ig.
8A – Makkosház – Szent István tér
1999. január 4-től 8A jelzéssel egy betétjárat közlekedett tanítási napokon csúcsidőben az eredeti vonalon, Makkosház és a Vidra utca között, ám június 18-án megszüntették a nem megfelelő kihasználtság miatt.

### Hosszabbítás a Dugonics térig
2006. április 18-ától pótlóbuszok közlekedtek Körtöltés utca – Dugonics tér viszonylaton, ennek oka a Szt. I. tér felújítása volt, ami lehetetlenné tette a trolibuszközlekedést, a pótlóbuszok ezért kerülőúton a Szent István tér érintése nélkül közlekedtek. A trolipótlóknak két érdekessége is volt: 2006. augusztus 21-étől egy héten át 1V–8 járatszámmal a pótlóbuszok villamospótlási feladatokat is elláttak a Széchenyi tér és a Személypályaudvar között az 1-es villamos szünetelő szakaszán, valamint a 8-as pótlóbusz az első olyan viszonylat volt Szegeden, amelyen csak alacsonypadlós járművek közlekedtek.[forrás?]
2006. szeptember 16-án átadták a Szent István teret, azonban a 8-as trolibusz közlekedése nem állt vissza Körtöltés utca – Vidra utca között, hanem a 8-as trolipótló közlekedett tovább immár a Szent István tér érintésével egy, a korábbi – Lechner teret érintő – terelőútvonalhoz képest rövidebb útvonalon. A pótlóbusz megtartása több dologra vezethető vissza, egyrészt rendkívül népszerű lett az utazóközönség körében, másrészt Szeged ekkor már tervezte, hogy pályázni fog több trolibuszvonal, többek közt a 8-as meghosszabbítására, így lényegében véve „bejáratták” a viszonylatot. A Dugonics térig közlekedő pótlóbusz népszerűségét jól jelzi, hogy míg Körtöltés utca – Vidra utca viszonylaton elegendő volt a 12 perces követési idő, addig a 8-as pótlójárat csúcsidőben 8, azon kívül pedig 10 percenként közlekedett. Emellett a 12 méteres szóló trolibuszokat is főleg csuklós pótlóbuszok váltották.[forrás?]

### Hosszabbítás a Klinikákig

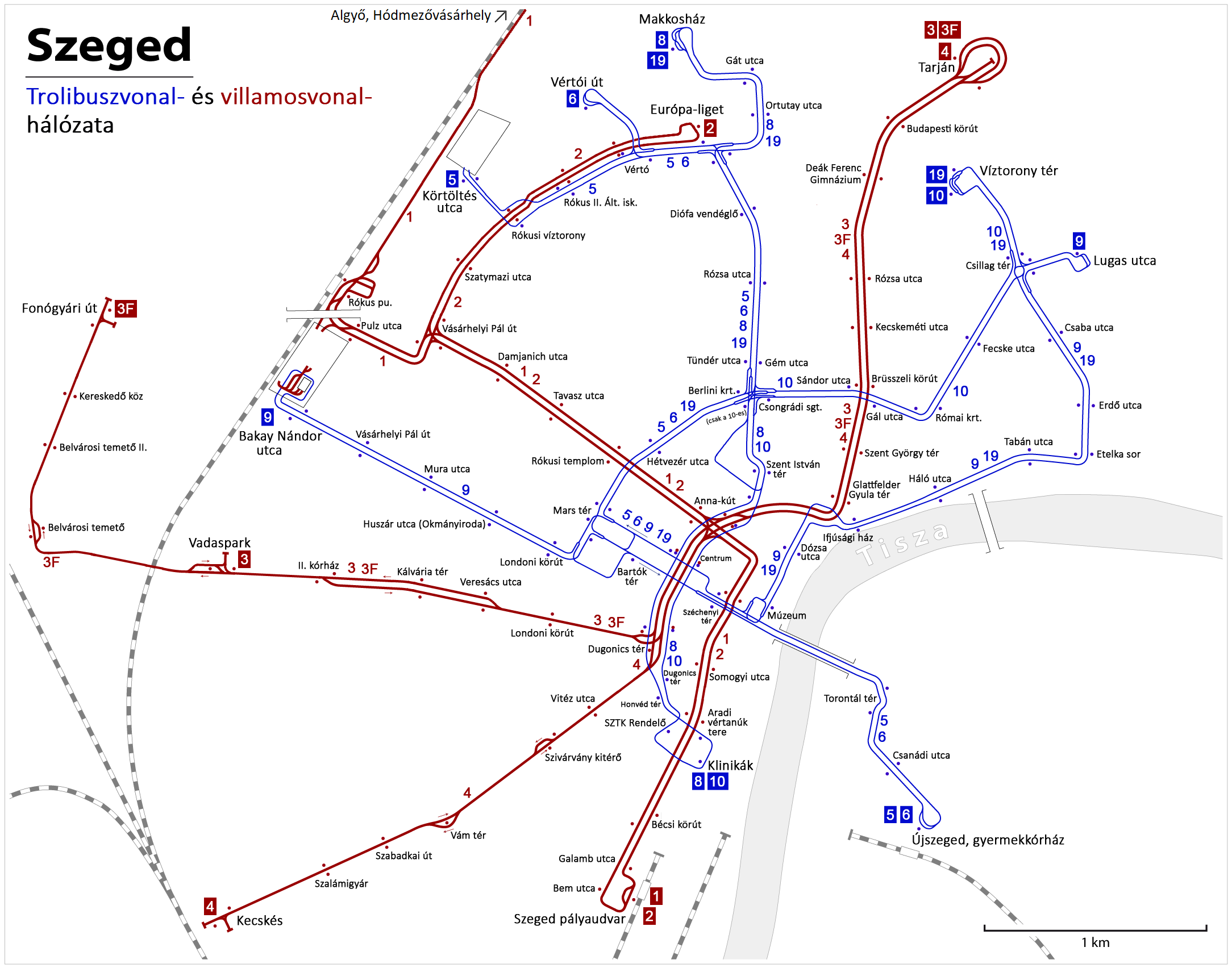
Kötöttpályás tömegközlekedés Szegeden
–– Trolibuszvonalak
–– Villamosvonalak

A 8-as második hosszabbítása, Makkosház – Klinikák
A járat második meghosszabbítását is tartalmazta a 2007-ben Szeged által a városi tömegközlekedés fejlesztésére kidolgozott program. Ennek keretében került sor a 8-as trolibusz vonalának Klinikákig történő meghosszabbítására.
2008. július 15-től az Anna-kúti csomópont átépítése miatt újra visszatértek a trolibuszok a viszonylatra, igaz csak a korábban használt Körtöltés utca – Vidra utca viszonylatban. A Szent István tér (Vidra utca) – Dugonics tér szakaszon összevont villamos- és trolibuszpótló járat közlekedett 4V–8 jelzéssel (Centrum Áruház – Kecskés). A pótlóbuszos Körtöltés utca – Dugonics tér közötti közlekedés 2008. október 17-én állt helyre.
2009. október 26. és november 22. között felsővezeték karbantartás miatt trolibuszok nem használhatták a makkosházi végállomást, így az autóbuszokkal ellátott 8-as – ekkor még ideiglenesen – átkerül ide a Dugonics tér – Makkosház viszonylatra.[forrás?] Az új villamos építési munkálatai miatt a 8-as trolipótló 2010. július 29-től a Dugonics tér és a Vértói út között közlekedett 2010. augusztus 14-ig.[forrás?] Ezen a napon a pótlóbuszok újra Dugonics tér – Makkosház viszonylatban közlekedtek, azonban délután ötkor Makkosház–Klinikák viszonylaton már trolibuszok vették át a helyüket. 2010-ben épült meg a vezeték a Klinikákig, a próbajáratokat augusztus 8-án indították el. A meghosszabbított 8-as trolibuszvonal ünnepélyes átadására 2010. augusztus 14-én délután került sor, így 4 év szünet után ismét trolibuszok járnak a 8-as vonalán.
2010. január 1-től a csúcsidei követés 6 percesre csökkent.[forrás?]
Körtöltés utca – Klinikák
A 8-as trolibusz 2010. augusztus 14-től szeptember 25-ig közlekedett a Makkosház–Klinikák útvonalon[forrás?], majd visszakerült a Rókusi körútra, de a 2-es villamos építése miatt csak a Csáky utcáig közlekedett. 2011. július 2-án adták át a Körtöltés utcát, július 8-ától a 8-as a régóta eltervezett Körtöltés utca – Tesco áruház – Csongrádi sugárút – Szent István tér – Tisza Lajos körút – Dugonics tér – Aradi vértanúk tere – Semmelweis utca – Markovits utca – Vitéz utca – Szentháromság utca – SZTK (Aradi vértanúk tere) – Dugonics tér – Tisza Lajos körút – Szent István tér – Csongrádi sugárút – Tesco áruház – Körtöltés utca útvonalon közlekedett.
Makkosház–Klinikák
2012. március 3-tól a 2-es villamos átadásával kapcsolatos átszervezések miatt a 8-as trolibusz Makkosházra jár.

## Járművek
A vonalon általában Škoda 15Tr, illetve Ikarus-Škoda Tr187.2 csuklós trolibuszok közlekednek.

## Útvonala
| Klinikák felé | Makkosház felé |
| --- | --- |
| Makkosház vá. – Hont Ferenc utca – Ortutay utca – Makkosházi körút – Csongrádi sugárút – Szent István tér – Vidra utca – Kálvin tér – Tisza Lajos körút – Dugonics tér – Tisza Lajos körút – Aradi vértanúk tere – Semmelweis utca – Klinikák vá. | Klinikák vá. – Semmelweis utca – Markovits Iván utca – Vitéz utca – Szentháromság utca – Tisza Lajos körút – Dugonics tér – Tisza Lajos körút – Kálvin tér – Vidra utca – Szent István tér – Csongrádi sugárút – Makkosházi körút – Ortutay utca – Hont Ferenc utca – Makkosház vá. |

## Megállóhelyei
| 0  | Makkosház végállomás                                          | 13  | 19 84                                           |
| 1  | Gát utca                                                      | 12  | 19                                              |
| 2  | Ortutay utca                                                  | 11  | 19 84, 90, 90F, 90H                             |
| 3  | Makkosházi körút (Csongrádi sugárút) (↓) Makkosházi körút (↑) | 10  | 2 5, 6, 19 84, 90, 90F, 90H                     |
| 4  | Sárosi utca                                                   | 9   | 5, 6, 19                                        |
| 5  | Rózsa utca (Csongrádi sugárút)                                | 8   | 5, 6, 19 21                                     |
| 6  | Tündér utca (↓) Gém utca (↑)                                  | 7   | 5, 6, 19 21                                     |
| 7  | Szent István tér                                              | 6   | 10                                              |
| 8  | Anna-kút (Kálvin tér) (↓) Anna-kút (Tisza Lajos körút) (↑)    | 5   | 3, 3F, 4 20, 24, 60, 60Y, 67Y, 70, 71A, 72, 72A |
| 9  | Tisza Lajos körút (Károlyi utca)                              | 4   | 3, 3F, 4 5, 6, 9, 10, 19                        |
| 10 | Dugonics tér (Tisza Lajos körút)                              | 3-4 | 3, 3F, 4 10 , 20, 24, 32, 74, 74A, 74Y, 76, 76Y |
| 11 | Honvéd tér (Tisza Lajos körút) (↓) Dugonics tér (↑)           | 2   | 4 10 20, 24, 32, 36, 74, 74A, 74Y               |
| 12 | Aradi vértanúk tere                                           | ∫   | 1, 2 10                                         |
| ∫  | Ságvári Gimnázium – SZTK                                      | 1   | 10 20, 24, 74, 74A, 74Y                         |
| 13 | Klinikák végállomás                                           | 0   | 10                                              |